# الحرب الأهلية الإنجليزية الثالثة
الحرب الأهلية الإنجليزية الثالثة (1649–1651) هي آخر حرب في سلسلة الحروب الأهلية الإنجليزية (1642–1651) التي دارت بين مؤيدي البرلمان الإنجليزي والكافاليرز المواليين للملك.
وقعت حملة برستون في الحرب الأهلية الثانية وفقًا لتوجيهات برلمان اسكتلندا وليس كنيسة اسكتلندا. اتحدت جميع الأحزاب الاسكتلندية في حربهم ضد الاستقلاليين الإنجليز عقب إعدام الملك تشالرز الأول. ورغم ذلك اضطر الملك تشالرز الثاني إلى الرضوخ لمفاوضات وشروط قاسية وهو في منفاه حتى يحظى بدعم الجيوش الاسكتلندية. أُعدم اللورد جورج غوردون لدفاعه المسلح عن الملك في 22 مارس 1649.
قام اللورد جيمس غراهام بمحاولة أخيرة لحشد مؤيدي الملك الاسكتلنديين في بداية عام 1650 تحت توجيهات تشالرز الثاني. ولكن تشالرز كان يستغله لجعل أتباع المشيخية الاسكتلنديين يتنازلون عن بعض مطالبهم. هُزم غراهام في معركة كاربيسديل في 27 أبريل، وسُلم إلى مطارديه في 4 مايو، وأُعدم في 21 مايو 1650. حينها فقط رضخ تشارلز الثاني لمطالب أتباع المشيخية الاسكتلنديين، ووقف في طليعة جيوشهم. وبذلك حاول تشالرز الثاني أن يسترد عرشه بمساعدة أعداء والده السابقين الذين عزموا على فرض المشيخية على إنجلترا، وتخلى عن الكافاليرز المخلصين الذين رافقوه إلى منفاه.
نظرًا إلى أن معظم جنود الجيش الملكي كانوا من الاسكتلنديين، وبالنظر إلى غياب تأييد الإنجليز للملك تشالرز الثاني، تُعد تلك الحرب أقرب إلى حرب إنجليزية اسكتلندية منها إلى امتداد للحرب الأهلية الإنجليزية.

## الغزو الإنجليزي لاسكتلندا
عاد كرومويل من أيرلندا إلى إنجلترا أخذًا بنصحية البرلمان في نهاية شهر مايو عام 1650 حتى يقود جيش إنجلترا إلى اسكتلندا حيث أعلن أتباع المشيخية الاسكتلنديين عن ولاءهم لتشالرز الثاني وأحقيته بعرش بريطانيا العظمى وفرنسا وأيرلندا. وفي 26 يونيو تخلى فيرفاكس عن منصب رئيس أركان الجيش لفريقه كرومويل، إذ أن القلق أصابه منذ إعدام الملك تشالرز الأول. برر فيرفاكس نيته للاستقالة بعزوفه عن قيادة الجيش الإنجليزي لتدمير اسكتلندا.
نُفذت تلك الخطوة الحاسمة في اللحظة التي أدرك الإنجليز فيها أن تشالرز الثاني تصالح مع المشيخيين. واعتبارًا من تلك اللحظة أضحت الحرب الأهلية الثالثة حربًا بين إنجلترا واسكتلندا، فقد أبدت إنجلترا دعمها الكامل للاستقلاليين الإنجليز. لم يتقبل أحد من الإنجليز فكرة التصالح مع الملك على يد جيش أجنبي إلا القليل. وفي 28 يونيو 1650، أي بعد خمسة أيام من قسم تشالرز الثاني إلى الاسكتلنديين، كان اللواء أوليفر كرومويل في طريقه إلى الحدود لتولي قيادة الجيش الإنجليزي، وذلك في نفس الوقت الذي مرر فيه البرلمان الإنجليزي قانون ميليشيا جديد لإعمال الروح الوطنية الإنجليزية بصفة كاملة وحاسمة في آخر حملات الحرب العظمى.
هتف جنود كرومويل جميعهم بصوت واحد بالعبارة الفرنسية «frappez fort, frappez vite» (أي: اضرب بسرعة وعزم). وفي 19 يوليو انتهى كرومويل من التجهيزات الأخيرة للحرب في بريك-أبون-تويد. عُين اللواء توماس هاريسون – جندي إنجليزي باسل واستقلالي متطرف – قائدًا للقوات الرئيسية والاحتياطية المتبقية في إنجلترا، وكُلف كذلك بحماية الكومنولث البريطاني من المشيخيين والكافاليرز. أخذ كرومويل معه الفريق تشالرز فليتوود، واللواء جون لامبرت، وسار متجهًا إلى اسكتلندا بجيش قوامه 10 آلاف من المشاة وخمسة آلاف فارس. قاد خصمه ديفيد ليزلي جيشًا أكبر عددًا، ولكنه تلقى مستوى أدنى من التدريب، وكان الخلاف السياسي سائدًا وسط جنوده، إذ أن معظم أفراد هذا الجيش كانوا مُجندين بالإكراه. وفي 22 يوليو عبر كرومويل نهر تويد. زحف كرومويل بجيشه إلى إدنبرة عن طريق البحر عبر دنبار وهادينغتون وموسيلبيرغ. اقتات جيش كرومويل على إمدادات الأسطول الذي رافقه، إذ أن تلك المدينة كانت غير قادرة على إطعام جيش صغير. وفي 29 يوليو عثر كرومويل على جيش ليزلي واقفًا في مكانه على خط دفاع ممتد من ليث إلى إدنبرة.

### المعارك المحيطة بإدنبرة
وقعت معركة شرسة في ذات اليوم على سفوح بركان آرثر دون نتيجة حاسمة. أدرك كرومويل مدى قوة جيش ليزلي وتقهقر إلى موسيلبيرغ. ثم طارده ليزلي بفرسانه، ودارت بينهما معركة أخرى. حاول الاسكتلنديون أن يشنوا هجمة على موسيلبيرغ ولكن بلا جدوى. حظي ليزلي في تلك اللحظة بمركز عسكري متميز، ولكن أتباع الكنسية الاسكتلندية أدركوا أن 80 ضابطًا و3000 جندي هجروا مواقعهم في الجيش في خضم المعركة بعد استجوابهم للجنود عن آرائهم السياسية والدينية. ورغم ذلك كان كرومويل قلقًا بشأن إمدادات جيشه أكثر من قلقه بشأن تخبط الجيش الإسكتلندي. وفي 6 أغسطس اضطر كرومويل إلى أن يعود أدراجه إلى دنبار كي يضمن إنزال إمدادات الأسطول البحري إلى البر بأمان نظرًا إلى عدم استقرار ميناء موسيلبيرغ. وبعدها عاد إلى موسيلبيرغ لمواجهة جيش ليزلي. جهز كرومويل جيشه بإعطائه حصة من الطعام تكفيه لثلاثة أيام. حصل الجنود كذلك على خيام لأول مرة في تاريخ الحروب الأهلية، إذ أنه كان جيشًا مدربًا في حاجة إلى الرعاية والراحة، وهو الجيش ذاته الذي استكمل ما بدأه متطوعي الحرب الأهلية الأولى. وفي ذات الوقت ظلت الخلافات السياسية قائمة في الجيش الإسكتلندي. كُلف كرومويل بالتدخل في مفاوضات الأحزاب الاسكتلندية المتنازعة رغم أنه كان على يقين أن الطريقة الوحيدة لضمان السلام هو الانتصار في ميدان المعركة. ولكن تشالرز الثاني تظاهر بقبوله مطالب مؤيديه الغرباء، ما أطلق العنان لليزلي وجيشه في مواجهة كرومويل. وصل كرومويل بجيشه إلى منطقة التلال بنية احتلال ساوث كوينزفيري وحصار إدنبرة. ولكن ليزلي عبر الطريق المختصر وأغلق الطريق المؤدي لتل كورستورفين في 21 أغسطس. حاول كرومويل أن يقوم بمناورة جيش ليزلي رغم أنه كان بعيدًا عن قاعدته، وقابل ليزلي من جديد في غوغار (27 أغسطس). وفي تلك اللحظة كانت صفوف الجيش الاستكلندي قوية لدرجة أثارت الفزع في كرومويل نفسه، ما اضطره إلى التخلي عن مناورته. تكبد الجيش الإنجليزي خسائر فادحة من حيث عدد المرضى، واشتدت معاناة الجنود في ليالي الخريف الباردة على سفوح التلال الموحشة.